# كاظم خان القره داغي
كاظم خان (الفارسية: کاظم خان) كان زعيمًا محليًا في قره داغ خلال أوائل القرن الثامن عشر.
من غير المؤكد أن كاظم خان ينتمي إلى قبيلة القرداغي. كانت قره داغ هي المنطقة الوحيدة في مقاطعة أذربيجان التاريخية (التي في إيران وليست دولة أذربيجان) التي يبدو أن نادر شاه لم يطرد سكانها. في عشرينيات القرن الثامن عشر، عندما كانت الإمبراطورية العثمانية تحتل أذربيجان، حارب كاظم خان ضدهم. وفي نهاية المطاف عُين حاكمًا لقره داغ بعد مشاركته في معركة بغوارد في عام 1735 كأحد ضباط نادر شاه؛ إلا أنه أثار استياء نادر شاه فيما بعد فأعمى بصره. وعلى الرغم من هذا الضعف، فقد جمع القبائل المحلية بعد وفاة نادر شاه في عام 1747 وحاول زيادة قوته من خلال تشكيل التحالفات.
كان كاظم خان من بين آخر من استسلموا لكريم خان زند في عام 1763م، وأُسر مع آخرين إلى مدينة شيراز. مصيره النهائي غير معروف، ولكن بحلول ثمانينيات القرن الثامن عشر، خلفه ابنه مصطفى قلي (؟) خان، وواصل ولاء العائلة لقبيلة القاجار.